# Wirtschaftsverband der deutschen Kautschukindustrie
Der Wirtschaftsverband der deutschen Kautschukindustrie e. V. (wdk) ist die Spitzenorganisation der deutschen Hersteller von Bereifungen und Technischen Elastomer-Erzeugnissen. Er vertritt rund 200 Unternehmen mit etwa 70.000 Beschäftigten und einem Gesamtjahresumsatz von zwölf Milliarden Euro. Sitz des Verbandes ist Frankfurt am Main. Außerdem unterhält der wdk eine Repräsentanz in Berlin.
Der wdk ist Mitglied des europäischen Dachverbands European Tyre & Rubber Manufacturers Association (ETRMA), der Arbeitsgemeinschaft, des Bündnis faire Energiewende  und assoziiertes Mitglied bei der Global Platform for Sustainable Natural Rubber (GPSNR). Jährlich führt der wdk zwei Großveranstaltungen durch: den Tag der Kautschukindustrie im Frühjahr und die Herbsttagung im Spätjahr.

## Geschichte
Die Geschichte des wdk geht bis auf das Jahr 1894 zurück, als der „Verein deutscher Gummiwarenfabriken“ in Hamburg gegründet wurde. An dessen Stelle traten 1898 der „Verein deutscher Kautschukwaren“ sowie der „Central-Verein Deutscher Kautschukwaren-Fabrikanten“, beide mit Sitz in Berlin. Beide Organisationen gingen 1924 im „Reichsverein der deutschen Kautschukindustrie“ auf. Im Zuge der Gleichschaltung während des Dritten Reichs wurde der Verein 1934 als „Fachgruppe Kautschukindustrie“ der „Wirtschaftsgruppe Chemische Industrie“ eingegliedert. Nach dem Zweiten Weltkrieg kam es 1945 zur Neugründung des „Verband der Kautschukindustrie“ in der Britischen und der „Arbeitsgemeinschaft der Kautschukindustrie“ in der Französischen und Amerikanischen Zone. An ihre Stelle trat 1950 in Frankfurt am Main der wdk. Nach der deutschen Wiedervereinigung erweiterte der wdk das Einzugsgebiet seiner Mitglieder auch auf die neuen Bundesländer. Hauptgeschäftsführer in den 1980er Jahren vor der 1938 in Frankfurt am Main geborene Klaus Mocker.

## Tätigkeitsschwerpunkte
Die wirtschaftliche und technische Vertretung der deutschen Kautschuk- und Elastomerbranche steht im Fokus der Aktivitäten des wdk. Zu den Querschnittsaufgaben zählen Marktanalysen, technische Regelsetzung, Energiemanagement, Carbon Footprint Analysen, Lieferkettenmanagement sowie Corporate Social Responsibility.